# EC Poções
Die Esporte Clube Poções ist ein Fußballverein aus Poções, im brasilianischen Bundesstaat Bahia.

## Geschichte
Poções wurde am 8. Januar 1985 gegründet. 1992 trat der Klub erstmals in der Segunda Divisão der Staatsmeisterschaft von Bahia, deren zweite Liga. Im Jahr konnte man der Gewinn der Meisterschaft und den damit verbundenen Aufstieg in die oberste Liga der Staatsmeisterschaft feiern. In der Folge stieg der Klub immer mal wieder auf und ab, oder nahm gar nicht am Spielbetrieb teil.
Eine Besonderheit für den Klub war der Gewinn der Vizestaatsmeisterschaft 1999. Der Sieg berechtige den Klub an der Teilnahme der Copa do Brasil 2000 sowie der Copa do Nordeste 2000. Im Copa do Brasil war Poções für die zweite Runde gesetzt. In dieser unterlag man dem Coritiba FC mit 1:5. In der Copa do Nordeste lief es besser für den Klub. Er erreichte das Halbfinale, in welchem Poções nach 1:1 und 0:2 gegen Sport Recife ausschied. Nur einmal nahm der Klub an einer nationalen Liga teil. 2007 trat er in der Série C an und erreichte hier den 53. Platz bei 64 Teilnehmern.
Seit 2014 bestritt der Klub keine Spiele mehr in den Profiligen, sondern war nur noch im Nachwuchsbereich aktiv. Deren Spiele mussten aber außerhalb der Stadt abgehalten werden. 2017 und 2018 konnte Poções an der die U20 Liga teilnehmen. Der Versuch einer Rückkehr scheiterte 2022 an der Qualität der Spielstätte. Die Renovierung des Stadions sollte bis März 2023 abgeschlossen sein. Anfang 2024 wurde prognostiziert, dass das Stadion im August 2024 fertiggestellt wird.
| Wettbewerb                          | Teilnahmen                            |
| ----------------------------------- | ------------------------------------- |
| Série C                             | 2007                                  |
| Staatsmeisterschaft                 | 6× – 1994, 1999, 2001–2002, 2008–2009 |
| Staatsmeisterschaft Segunda Divisão | 5× – 1992–1993, 2010–2011, 2014       |
| Copa do Brasil                      | 2000                                  |
| Copa do Nordeste                    | 2000                                  |

## Erfolge
- Staatsmeisterschaft von Bahia Segunda Divisão: 1993